# 広島市立古田台小学校
広島市立古田台小学校（ひろしましりつ ふるただいしょうがっこう）は、広島県広島市西区古田台にある市立小学校。

## 歴史
- 2001年4月に広島市西区にある古田小学校から分離する形で開校。

## 校長
- 前重幸美

## 住所
- 〒733-0877

広島県広島市西区古田台1-5-1

## 交通
- 広電バス：山田団地・美鈴が丘方面行き、広島高等技術専門校前から徒歩20分。

## 特色
- 学校としての教育目標は『自分らしさを大切にし、心豊かで創造性に富む児童の育成』である[1][2]。
- 五月には、通学路にあるけやきロードのツツジの花が鮮やかに咲く[2]。